# Annie Swynnerton
Annie Swynnerton, död 1933, var en brittisk konstnär. 
Hon är främst känd för sina symboliska målningar.  
Hon blev 1922 medlem i Royal Academy of Arts. Hon var den andra kvinna som blivit medlem av denna akademi efter Mary Moser. 